# グラムドリング

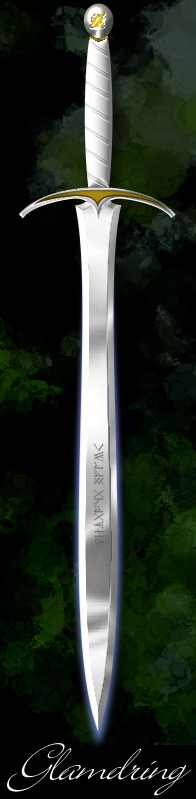
グラムドリング

グラムドリング（Glamdring）は、J・R・R・トールキンの架空世界である中つ国に登場する架空の剣。

## 概要
グラムドリングは、第一紀にゴンドリンの王トゥアゴンのために鍛えられた。数千年の間失われていたが、『ホビットの冒険』においてガンダルフがトロルの洞穴で（オルクリストやつらぬき丸とともに）発見し、所有した。ガンダルフは『指輪物語』においてもグラムドリングを使い続けていた。
グラムドリングはシンダール語で敵くだき（Foe-hammer）という意味であり、『ホビットの冒険』ではゴブリンになぐり丸（Beater）と呼ばれていた。
グラムドリングは『ホビットの冒険』において「美しい鞘と宝石細工の施された柄」を持っていると描写されており、エルロンドはグラムドリングを「敵砕きという名で、ゴンドリンの王がかつて差していたもの」と説明している。『終わらざりし物語』では「トゥオルおよびかれがゴンドリンを訪れたこと」の注釈の一つでトゥアゴンの剣は「象牙の鞘に入った白と黄金の剣」であると描写されている。ここではグラムドリングという名は言及されていないが、おそらくは同じ剣の説明であると考えられる。
グラムドリングは第三紀の終わりにガンダルフがアマンの国へ持ち去った可能性が高い。
グラムドリングにはルーン文字（キアス）が刻まれていた。ニュー・ライン・シネマによって公開されたピーター・ジャクソン監督の映画では、"Turgon Aran Gondolin, Tortha gar a matha Glamdring, Vegil Glamdring gud daelo. Dam an Glamhoth."と刻まれていた。これは「ゴンドリンの王トゥアゴンが振るい、佩き、持ちたる剣グラムドリング、モルゴスの領土の敵、オークを打つもの」という意味のシンダール語である。しかし、この銘はトールキンの著作では言及されていない。トールキンは『ホビットの冒険』において剣の名前がルーン文字で刻まれていると述べているだけで、ほかには明確な記述は存在しない。とはいえ映画のために創作されたこの銘はもっともらしいものではある。エルロンドは銘を見ただけでこの剣がトゥアゴンのものであったと見分けることができたとされているからである。
問題はこの銘はキアスを使ったシンダール語で刻まれていたが、トールキンは晩年のエッセイでトゥアゴンはゴンドリンにおける一族の言葉としてクウェンヤを再び確立させたと明確に述べていることである（The People of Middle-earth, p. 348を参照）。興味深いことに『ホビットの冒険』においてガンダルフはルーン文字を読めなかったがエルロンドはできたと述べられている。つまり刻まれていた文字は普通のキアスではなくガンダルフの知らない特殊なモードで書かれていたかもしれないことを示している。エルフ語はトゥアゴンの時代から確実に変化していたであろうから、第一紀から生きているエルロンドはこの銘を読むことができたが、第三紀の中頃まではアマンにいたガンダルフは使われている文字に精通していなかったのであろう。もっともトールキンが最初は『ホビットの冒険』を『シルマリルの物語』の伝説と結びつけることを考えていなかったために起きた矛盾である可能性もあるし、その可能性は高い。
上のエルフが作った他の剣と同じく、グラムドリングはオーク（あるいはバルログ）が近づくと青く、あるいは白い炎のように燃え光った。同じくゴンドリンで作られたフロドの剣であるつらぬき丸とトーリンの剣であるオルクリストも同様であった。しかし映画では「予算がない」ためにグラムドリングは光らなかった（『ロード・オブ・ザ・リング』スペシャルエクステンディッドエディションDVD、特典ディスクより）。